# Leucania irrorata
Leucania irrorata är en fjärilsart som beskrevs av Alfred Ernest Wileman 1912. Leucania irrorata ingår i släktet Leucania och familjen nattflyn. Inga underarter finns listade i Catalogue of Life.